# The Spirit of '45
The Spirit of '45 är en brittisk dokumentärfilm från 2013 av Ken Loach om hur den brittiska samhällsandan efter andra världskrigets slut drev igenom genomgripande reformer såsom allmän och fri sjukvård med mera och hur den andan i senare tider förbyttes i egennytta som började rasera vad som byggts upp.
Filmen hade svensk premiär den 13 september 2013.